# Żaba (wieś)
Żaba (niem. Saabe) – wieś w Polsce, położona w województwie opolskim, w powiecie namysłowskim, w gminie Namysłów.
W latach 1975–1998 miejscowość administracyjnie należała do ówczesnego województwa opolskiego.

## Nazwa
Nazwa pochodzi od polskiej nazwy zwierzęcia – żaby. Do grupy śląskich miejscowości, których nazwy wywodziły się od tego słowa – „von żaba = Froch” zaliczył ją Heinrich Adamy. W swoim dziele o nazwach miejscowych na Śląsku wydanym w 1888 roku we Wrocławiu wymienia najwcześniejszą nazwę miejscowości w polskiej formie „Żaba” podając jej znaczenie jako „Frochdorf” – „wieś żab”. Niemcy fonetycznie zgermanizowali nazwę miejscowości na „Saabe” w wyniku czego utraciła ona swoje pierwotne znaczenie.

## Integralne części wsi
| SIMC    | Nazwa          | Rodzaj     |
| ------- | -------------- | ---------- |
| 0499896 | Karolówka      | przysiółek |
| 0499904 | Krzemieniec    | przysiółek |
| 0499910 | Młyńskie Stawy | przysiółek |
| 0499927 | Żabka          | przysiółek |